# Tremensuoli
Tremensuoli è una frazione del comune laziale di Minturno, in Provincia di Latina.

## Geografia
La località si trova in zona collinare (111 m. slm) e domina il litorale di Scauri e la Marina di Minturno. Presso la base della collina di Tremensuoli vi è la stazione ferroviaria di Minturno-Scauri della Roma-Formia-Napoli.

## Storia

La chiesa di San Nicandro Martire in Piazza Capo Trivio

L'etimologia più probabile del nome fa risalire quest'ultimo da tres montes o tres montoli, ossia paese circondato da tre colline o situato fra tre colline: Monte Rotondo, Monte Belvedere e il colle dove sorge Tremensuoli, sulla cui cima si trova Capo Trivio. Secondo una suggestiva, ma del tutto arbitraria, etimologia popolare, il nome della località deriva da "tre monsieurs", ovvero tre francesi, che, invitati dalla dolcezza e piacevolezza del luogo, avrebbero costruito sulla collina le prime abitazioni. Miti di fondazione sono diffusi nella zona anche per altre località.

## Monumenti e luoghi d'interesse
La zona "La Grotte" prende il nome da una cisterna romana, ancora oggi esistente, che risulta essere in totale stato di abbandono. Tremensuoli è menzionata in un atto del X secolo, inserito nel Codex diplomaticus cajetanus. Da segnalare la Chiesa Parrocchiale di San Nicandro Martire, risalente al X secolo: è a croce greca, con decorazioni a stucco e volte a botte lunettate, che sono state cancellate in un recente restauro. Vi si conservano statue lignee del XIX secolo che raffigurano i due Santi Patroni dell'antico borgo collinare: San Nicandro e San Sebastiano festeggiati nella seconda domenica d'agosto. Un'altra Chiesa è dedicata al Sacro Cuore di Gesù. In Piazza Mons. Raffaele Bergantino (ex Piazza Cappelle), si trova un monumento dedicato al 339º reggimento "Orso Polare" che ricorda la battaglia di Tremensuoli del 16 maggio 1944, mentre in Piazza Capo Trivio c'è il monumento alla pace, inaugurato nel giugno del 1994.